# 國道17號 (日本)

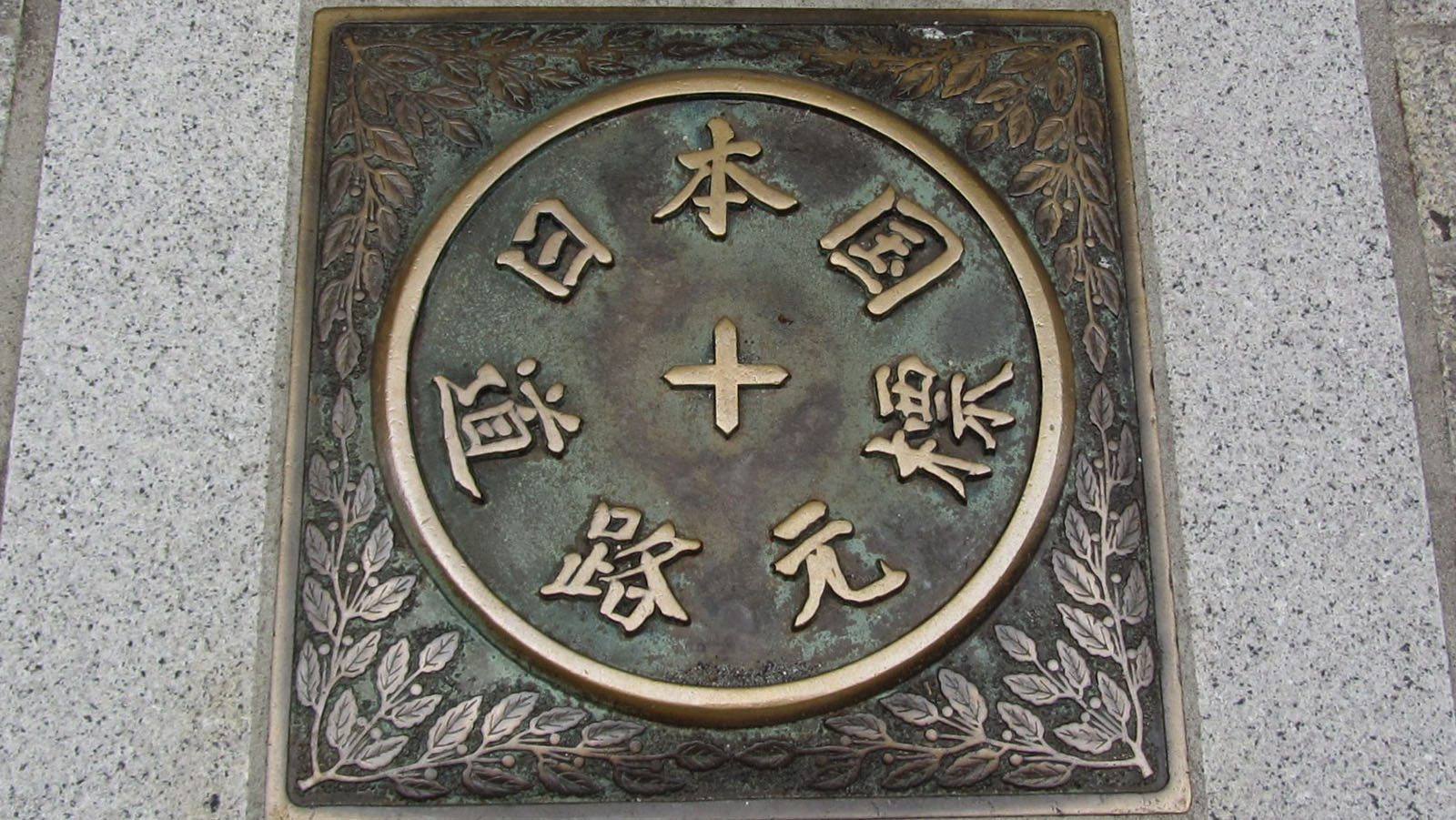
國道17號起點
日本橋中央的日本國道路元標

國道17號（日语：／ Kokudō Jū-nana-gō）是日本自東京都中央區至新潟縣新潟市的一般國道。

## 概要
國道17號起點為日本國道路元標所在的日本橋，至高崎市君代橋東交差點區間為過去五街道之一的中山道，群馬縣北部部分區間及新潟縣至長岡市為止的區間為過去的三國街道。群馬縣內及新潟縣內]至長岡市為止的區間與關越自動車道並形，新潟縣內國道8號 重複區間與北陸自動車道並行。關越道也繼承本路線編號定為「E17」。鐵道路線方面，幾乎全線與高崎線、上越線、上越新幹線並行（另外東京都內日本橋站到神田站有東京地下鐵銀座線在地下通過，白山站附近至志村坂上站有都營地下鐵三田線於下方行走，而埼玉縣內埼玉市大宮區以南則與東北本線（包含京濱東北線、宇都宮線及支線埼京線）、東北新幹線並行）。
東京都內至群馬縣內有現道與繞道並行。此區間的繞道新大宮上尾道路（埼玉縣埼玉市 - 埼玉縣鴻巢市）、熊谷澀川連絡道路（埼玉縣鴻巢市 - 群馬縣澀川市）已指定為地域高規格道路。國道開通新道時，通常舊道會解除國道指定，然而國道17號的舊道仍維持國道地位。更難得可貴的是，本路線新、舊道都是國家直轄國道。
此外，本道路也是跨越群馬縣與新潟縣縣界唯一可通行的一般道路

### 路線資料
- 起點：東京都中央區[PR 1]（日本橋=國道1號、國道4號、國道6號、國道14號、國道15號、國道20號起點）
- 終點：新潟市[PR 1]（中央區本町通七番町1054番2 本町交岔點=國道7號、國道8號、國道113號（日语：国道113号）、國道289號（日语：国道289号）、國道350號（日语：国道350号）起點，國道116號（日语：国道116号）、國道402號（日语：国道402号）終點）
- 重要經過地：東京都千代田區（神田須田町一丁目）、文京區、豐島區（巢鴨一丁目）、北區（瀧野川五丁目）、板橋區（板橋一丁目）、埼玉縣戶田市、蕨市、埼玉市（大宮區櫻木町四丁目）、上尾市、桶川市、北本市、鴻巢市、行田市、熊谷市、深谷市、本庄市、群馬縣太田市、藤岡市（岡之郷）、伊勢崎市（豐城町）、高崎市、前橋市、澀川市、沼田市、利根郡水上町、新潟縣南魚沼郡湯澤町、南魚沼市、魚沼市、川口町、小千谷市、長岡市、見附市、三条市、新潟市
- 距離：458.7 km（群馬縣 125.3 km、埼玉縣 113.6 km、さいたま市 33.5 km、東京都 20.1 km、新潟縣 137.9 km、新潟市 32.9 km）[2][注釋 3]
- 重複長度：65.6 km（群馬縣 - km、埼玉縣 - km、埼玉市 3.2 km、東京都 0.5 km、新潟縣 28.9 km、新潟市 32.9 km）[2][注釋 3]
- 實際長度：397.8 km（群馬縣 125.3 km、埼玉縣 113.6 km、埼玉市 30.3 km、東京都 19.5 km、新潟縣 109.0 km、新潟市 - km）[2][注釋 3]
  - 現道：286.5 km（群馬縣 89.2 km、埼玉縣 61.9 km、埼玉市 16.2 km、東京都 15.9 km、新潟縣 103.2 km、新潟市 - km）[2][注釋 3]
  - 舊道：無[2][注釋 3]
  - 新道：111.3 km（群馬縣 36.6 km、埼玉縣 51.7 km、埼玉市 14.2 km、東京都 3.7 km、新潟縣 5.8 km、新潟市 - km）[2][注釋 3]
- 指定區間：東京都中央區日本橋 - 新潟市中央區本町通七番町1054番2（全線）[3]

## 共線區間
- 東京都中央區日本橋 - 東京都中央區日本橋室町（室町3丁目交岔點）：國道4號
- 埼玉縣埼玉市浦和區高砂（縣庁前交岔點） - 埼玉縣埼玉市浦和區北浦和（北浦和站入口交岔點）：國道463號
- 埼玉縣埼玉市西區（宮前IC） - 埼玉縣埼玉市北區（吉野町IC）：國道16號　※新大宮繞道區間
- 埼玉縣熊谷市（本石二丁目交岔點） - 埼玉縣熊谷市（熊谷警察署前交岔點）：國道407號
- 新潟縣南魚沼郡湯澤町（淺貝交岔點） - 新潟縣南魚沼市關：國道353號
- 新潟縣魚沼市中原（古新田交岔點） - 新潟縣魚沼市四日町（四日町交岔點）：國道291號
- 新潟縣魚沼市四日町（四日町交岔點） - 新潟縣魚沼市堀之內（堀之內廳舍前交岔點）：國道252號
- 新潟縣長岡市（川崎IC） - 新潟縣新潟市中央區（本町交岔點）：國道8號
- 新潟縣新潟市中央區紫竹山（紫竹山IC） - 新潟縣新潟市中央區本町通（本町交岔點）：國道7號

新潟縣長岡市至新潟市的終端部分與國道8號完全共線。路標上寫的是「國道8號」。

## 通過市町村

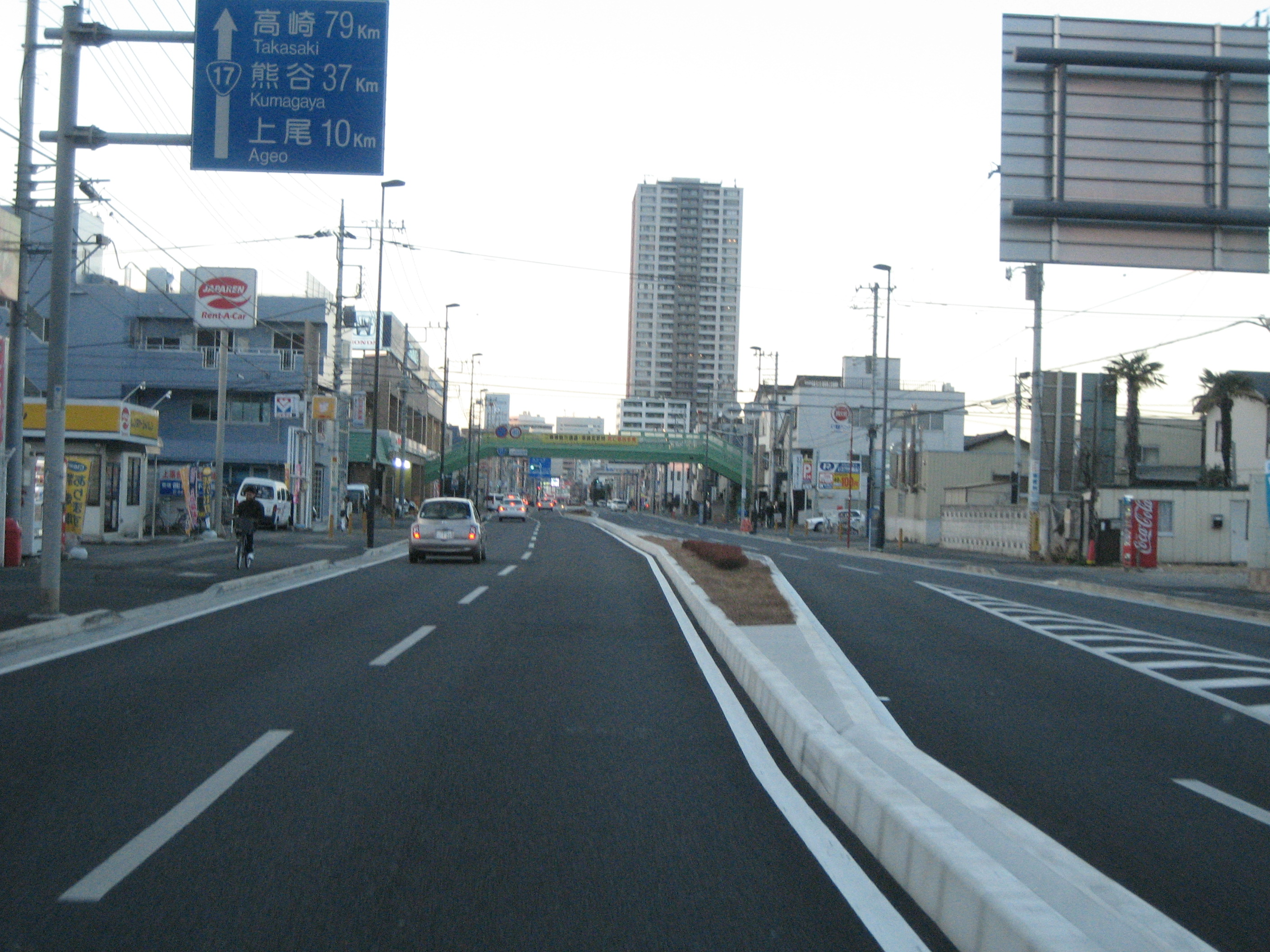
埼玉縣埼玉市中央區上落合附近。

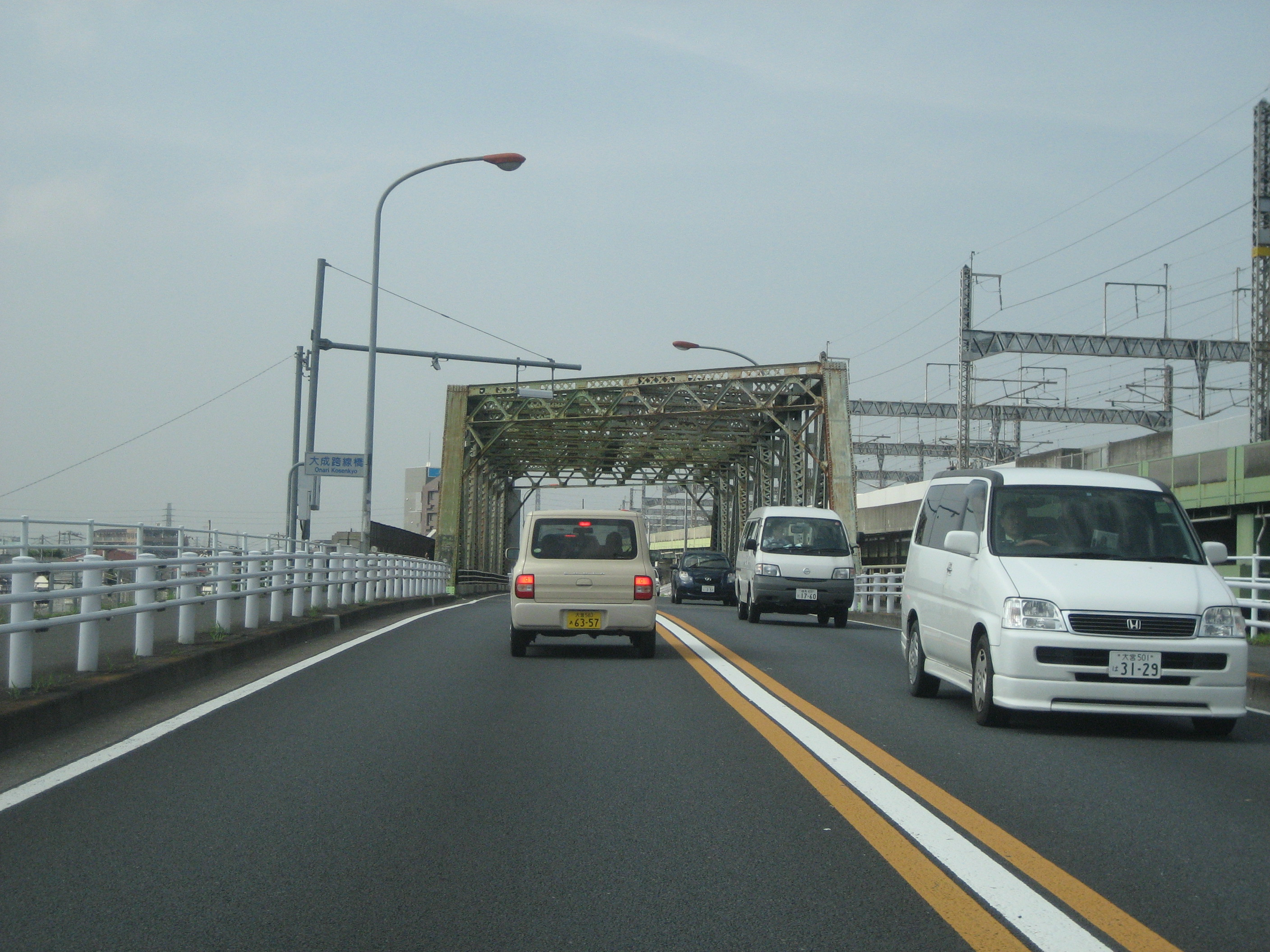
埼玉縣埼玉市北區大成町附近。

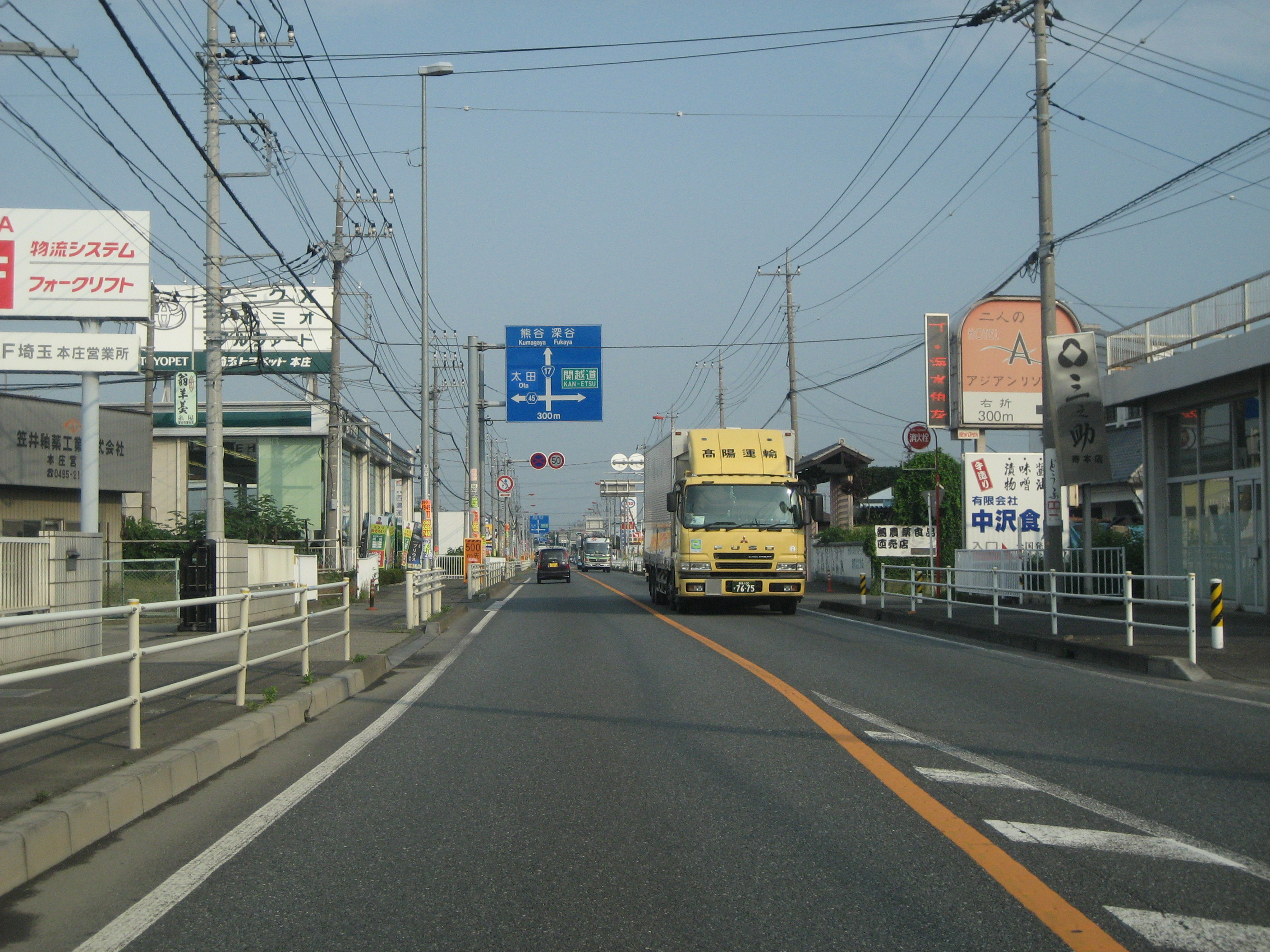
埼玉縣本庄市內

埼玉縣戶田市內

（※東京都內 - 埼玉市間新大宮繞道，熊谷市 - 前橋市間熊谷繞道，前橋市 - 澀川市間前橋澀川繞道區間除外。參照兩區間內項目）
- 東京都
  - 中央區 - 千代田區 - 文京區 - 豐島區 - 北區 - 板橋區

- 埼玉縣
  - 戶田市 - 蕨市 - 埼玉市（南區 - 浦和區 - 中央區 - 大宮區 - 北區） - 上尾市 - 桶川市 - 北本市 - 鴻巢市 - 行田市 - 熊谷市 - 深谷市 - 本庄市 - 兒玉郡上里町
- 群馬縣
  - 高崎市 - 藤岡市 - 高崎市 - 前橋市 - 北群馬郡吉岡町 - 澀川市 - 沼田市 - 利根郡水上町
- 新潟縣
  - 南魚沼郡湯澤町 - 南魚沼市 - 魚沼市 - 小千谷市 - 長岡市 - 見附市 - 三條市 - 燕市 - 三條市 - 新潟市（南區 - 西區 - 中央區）

## 連接路線
（※東京都內 - 埼玉市間新大宮繞道，熊谷市 - 前橋市間熊谷繞道、上武道路區間除外。參照兩區間內項目）
關東地方整備局管內
東京都
- 國道1號、國道4號、國道6號、國道14號、國道15號（中央區，起點）（※與國道1號共線＝國道20號）
- 國道254號（文京區）
- 國道122號（豐島區）
- 首都高速道路中央環狀線（北區瀧野川入口）
- 首都高速中央環狀線（板橋區新板橋出口）
- 首都高速道路5號池袋線（板橋區板橋本町出入口）

埼玉縣
- 國道298號（埼玉市南區）
- 國道463號（埼玉市浦和區）
- 國道16號（埼玉市北區）
- 國道125號（熊谷市）
- 國道140號、國道407號（熊谷市）
- 國道462號（本庄市）

群馬縣
- 國道18號、國道354號、國道406號（高崎市君代橋交岔點）
- 關越自動車道（高崎市、前橋市前橋IC）
- 國道50號（前橋市）
- 關越自動車道（澀川市澀川伊香保IC）
- 國道353號（澀川市）
- 國道120號、國道145號（沼田市）
- 關越自動車道（利根郡水上町月夜野IC）
- 國道291號（利根郡水上町）

北陸地方整備局管内
新潟縣
- 關越自動車道（南魚沼郡湯澤町湯澤IC）
- 國道353號（南魚沼郡湯澤町 - 南魚沼市）
- 國道253號（南魚沼市）
- 國道252號、國道290號、國道291號、國道352號（魚沼市）
- 國道117號、國道291號、國道351號（小千谷市）
- 國道352號（長岡市）
- 國道404號（長岡市）
- 國道351號（長岡市）
- 國道8號（長岡市 - 新潟市終點）
- 北陸自動車道（長岡市中之島見附IC）
- 國道289號、國道403號（三条市）
- 國道7號、國道49號、國道113號、國道460號（新潟市）（※與國道49號共線=國道403號、國道459號，與國道113號共線=國道345號、國道350號）
- 國道116號（新潟市終點）（※與國道116號共線＝國道289號、國道402號）

## 繞道
群馬縣高崎市經由區間
- 埼玉縣
  - 大宮繞道（埼玉市北區宮原町 - 鴻巢市箕田。現在為主線，舊線則降格為埼玉縣道164號鴻巢桶川埼玉線）
  - 吹上繞道（鴻巢市袋 - 鴻巢市鎌塚）
  - 新島地區改良區間（熊谷市新島 - 熊谷市玉井）
  - 深谷市改良區間（熊谷市久保島 - 深谷市宿根）
- 埼玉縣 - 群馬縣
  - 本庄道路＜未通車＞（深谷市岡 - 高崎市新町）
- 群馬縣
  - 新町繞道（高崎市新町 - 高崎市倉賀野町）
  - 倉賀野繞道（高崎市倉賀野町 - 高崎市和田多中町）
  - 高崎繞道（高崎市和田多中町 - 高崎市並榎町）
  - 高崎前橋繞道（高崎市並榎町 - 前橋市石倉町）

熊谷澀川連絡道路經由區間
- 東京都 - 埼玉縣
  - 新大宮繞道（練馬區北町 - 埼玉市北區吉野町）
- 埼玉縣
  - 上尾道路＜2010年3月28日部分通車＞（埼玉市西區宮前町 - 鴻巢市箕田）
  - 熊谷繞道（鴻巢市箕田 - 熊谷市高柳）
  - 深谷繞道（熊谷市玉井 - 深谷市西田）
- 埼玉縣 - 群馬縣
  - 上武道路（部分通車）（熊谷市西別府 - 前橋市田口町）
- 群馬縣
  - 前橋澀川繞道＜2010年3月20日通車＞（前橋市田口町 - 澀川市半田）

群馬縣（澀川市以北）
- 澀川繞道（澀川市半田 - 澀川市阿久津）
- 鯉澤繞道（澀川市澀川東町關下 - 澀川市上白井）
- 綾戶繞道＜未通車＞（澀川市上白井 - 沼田市岩本町）
- 沼田繞道（沼田市下川田町 - 利根郡水上町政所町）
- 月夜野繞道（利根郡水上町政所 - 利根郡水上町羽場）
- 猿京繞道（利根郡水上町猿京 - 利根郡水上町吹路。舊道，舊三國大橋的部分為廢道）

群馬縣 - 新潟縣
- （利根郡水上町吹路 - 南魚沼郡湯澤町大字三國）
  - 三國隧道（利根郡水上町永井 - 南魚沼郡湯澤町大字三國）

新潟縣
- 二居大橋（南魚沼郡湯澤町二居）
- 二居道路（南魚沼郡湯澤町二居 - 湯澤町萱付。舊道的部份區間為廢道、遊步道）
- 三俁道路（南魚沼郡湯澤町萱付。舊道的部份區間為遊步道）
- 三俁地區改良區間（南魚沼郡湯澤町三俁字三俁 - 南魚沼郡湯澤町三俁字八木澤）
- 芝原隧道（南魚沼郡湯澤町三俁 - 南魚沼郡湯澤町神立字芝原。舊道的部份區間為廢道）
- 芝原地區改良區間（南魚沼郡湯澤町神立字芝原）
- 湯澤繞道（南魚沼郡湯澤町神立 - 南魚沼郡湯澤町湯澤）
- 石打繞道（南魚沼郡湯澤町湯澤 - 南魚沼市砂押）
- 中地區改良區間（南魚沼市南田中 - 南魚沼市目來田）
- 塩澤繞道（南魚沼市塩澤 - 南魚沼市竹俁）
- 六日町改良區間（南魚沼市六日町 - 南魚沼市八幡）
- 六日町繞道（部分通車）（南魚沼市竹俁 - 南魚沼市庄之又）
- 五日町繞道（南魚沼市奥 - 南魚沼市一村尾）
- 浦佐地區改良區間（南魚沼市浦佐）
- 浦佐繞道（部分通車）（南魚沼市市野江甲 - 魚沼市蟲野）
- 小出繞道（南魚沼市五箇 - 魚沼市堀之內）
- 堀之內繞道（魚沼市堀之內）
- 和南津隧道（北魚沼郡川口町和南津）
- 三佛生地區改良區間（小千谷市薭生 - 小千谷市浦柄。現在全線降格為縣道）
- 小千谷繞道（小千谷市木津 - 長岡市妙見町）
- 長岡市妙見地區改良區間（長岡市妙見町 - 長岡市六日市）
- 長岡市瀧谷町 - 三和改良區間（長岡市瀧谷町字中子 - 長岡市三和二丁目、部份區間降格為縣道）
- 長岡東繞道（長岡市十日町 - 長岡市灰島新田）
- 見附繞道（長岡市中之島 - 見附市坂井町）
- （見附市坂井町 - 三条市豬子場新田）
- 三条繞道（三条市，1965年12月19日通車，1968年3月25日三条市須頃地區完成）
- 白根地區改良區間（三条市代官島 - 新潟市西區大野町）
- 白根繞道＜未通車＞（新潟市南區戶頭 - 新潟市南區保坂）
- 大野繞道（新潟市西區大野町）
- 新潟繞道（新潟市西區山田 - 新潟市中央區紫竹山三丁目）
- 栗木繞道（新潟市中央區紫竹山三丁目 - 新潟市中央區沼垂一丁目）

### 熊谷澀川連絡道路
- 熊谷繞道（埼玉縣）
- 深谷繞道（埼玉縣）
- 上武道路（部分通車）（埼玉縣、群馬縣）
- 前橋澀川繞道＜部分通車＞（群馬縣）

## 通稱
- 中央通（東京都）
- 昌平橋通（在東京都與東京都道403號大手町湯島線共線）
- 本鄉通（在東京都與東京都道455號本鄉赤羽線一部分路線共線）
- 舊白山通（東京都文京區（暫稱）東京大學農學部正門前交岔點 - 千石站前交岔點）
- 白山通（東京都）
- 中山道（東京都、埼玉縣（行田市以北之本線）、群馬縣（高崎市以南））
- 三國街道（群馬縣（高崎市以北）、新潟縣）
- 明石通（新潟縣）
- 東大通（新潟縣）
- 萬代橋通（新潟縣）
- 柾谷小路（新潟縣）

## 主要峠
- 三國峠（標高1,100m）：群馬縣利根郡水上町 - 新潟縣南魚沼郡湯澤町 - 三國隧道通過
- 火打峠：新潟縣南魚沼郡湯澤町
- 二居峠（標高810m）：新潟縣南魚沼郡湯澤町 - 二居隧道通過
- 芝原峠（標高680m）：新潟縣南魚沼郡湯澤町 - 芝原隧道通過

## 關連項目
- 關東地方道路一覽
- 中部地方道路一覽
- 萬世橋（秋葉原）
- 中山道
  - 與野大宮道路
- 三國街道

### 資料來源
1. ↑  国道17号 （页面存档备份，存于）国土交通省関東地方整備局大宮国道事務所
2. 1 2 3 4 5 6  . 道路統計年報2021. 國土交通省道路局.   [2022-03-10]. （原始内容 (XLS)存档于2022-03-25）.
3. ↑  . e-Gov法令検索. 總務省行政管理局.   [2013-09-01]. （原始内容存档于2020-10-05）.

#### 一次資料
1. 1 2  . e-Gov法令検索. 總務省行政管理局.   [2016-08-05]. （原始内容存档于2020-10-25）.

## 外部連結
- 關東地方整備局 （页面存档备份，存于）
  - 東京國道事務所 （页面存档备份，存于）
  - 大宮國道事務所 （页面存档备份，存于）
  - 高崎河川國道事務所 （页面存档备份，存于）
- 北陸地方整備局 （页面存档备份，存于）
  - 長岡國道事務所 （页面存档备份，存于）
  - 新潟國道事務所 （页面存档备份，存于）